# Південна горличка
Південна горличка (Metriopelia) — рід голубоподібних птахів родини голубових (Columbidae). Представники цього роду мешкають в Андах.

## Опис
Південні горлички — невеликі голуби, середня довжина яких становить 16-23 см, а вага 66-125 г. Вони мають переважно сіре або попелясто-коричневе забарвлення, крила і хвіст у них чорнуваті, навколо очей плями голої жовтої або оранжевої шкіри. Їм не притаманний статевий диморфізм.
Південні горлички поширені переважно в Андах, від Колумбії до Вогняної Землі. Вони живуть в посушливих високогірних районах вище верхньої межі лісу. Зустрічаються зграйками. Живляться насінням, яке шукають на землі. Гніздяться в каньйонах і ущелинах.

## Види
Виділяють чотири види:
- Горличка перуанська (Metriopelia ceciliae)
- Горличка аргентинська (Metriopelia morenoi)
- Горличка болівійська (Metriopelia melanoptera)
- Горличка аймарська (Metriopelia aymara)

## Етимологія
Наукова назва роду Metriopelia походить від сполучення слів дав.-гр. λεπτος — стрункий і πτιλον — перо.